# Chew Stoke
Chew Stoke är en ort och civil parish i Storbritannien.   Den ligger i kommunen Bath and North East Somerset och riksdelen England, i den södra delen av landet, 170 km väster om huvudstaden London. Chew Stoke ligger 54 meter över havet och antalet invånare är 991. Den ligger vid sjön Chew Valley Lake.
Terrängen runt Chew Stoke är platt åt nordost, men åt sydväst är den kuperad. Runt Chew Stoke är det tätbefolkat, med 493 invånare per kvadratkilometer. Närmaste större samhälle är Bristol, 11,5 km norr om Chew Stoke. Trakten runt Chew Stoke består i huvudsak av gräsmarker.